# Julius Honorius
Julius Honorius, connu aussi comme Julius Orator, est un géographe ayant vécu au Ve ou au VIe siècle.

## Biographie
Julius Honorius n’est connu que par une seule œuvre, Cosmographia, qui est un ensemble de notes qu'il avait fait rédiger par l'un de ses élèves alors qu'il enseignait la carte du monde (sphaera), et par des références à ce travail par des écrivains tardifs comme Cassiodore. L'importance de la Cosmographia, c'est qu'il est l'un des très rares ouvrages géographiques de cette période auquel on peut faire confiance.
Plusieurs manuscrits de cet ouvrage existent sous diverses variantes, et qui ont été étudiés par Nicolet et Gautier Dalché.
La première édition  moderne imprimée a été collationnée à partir de fragments publiées par Riese.
Rien d'autre n'est connu de la vie de Julius Honorius, et même la date de la Cosmographia n'est pas connue avec certitude. La référence faite par Cassiodore la situe avant le milieu du VIe siècle. L'étude la plus récente, par Modéran, suggère une date de la fin du IVe siècle.
Une tentative de reconstruire la sphaera a été faite par Kubitschek.